# Orodes II de Elimaida
Orodes II, também conhecido como Camnascires-Orodes, foi o governante de Elimaida no final do século I. Era o filho e sucessor de Orodes I e foi sucedido por certo Fraates I.

## Nome
Orodes (Ὀρώδης, Orōdēs) é a forma grega do iraniano médio Verode / Urude (em parta: 𐭅𐭓𐭅𐭃, Wērōd/Urūd). Sua etimologia é disputada, mas foi proposto que tenha se originado no iraniano antigo *Hurauda, "de forma acentuada". Foi registrado em persa médio como Viroi (Wīrōy), em parta como Virode (Wīrōδ), em persa novo como Viru (ویرو) e em armênio como Vorote (Վորոթ, Vorot’).